# Tirso de Molina
Tirso de Molina (seudónimo de fray Gabriel Téllez; Madrid, 24 de marzo de 1579-Almazán, hacia el 20 de febrero de 1648) fue un religioso mercedario español que destacó como dramaturgo, poeta y narrador del Barroco.
Tirso de Molina destaca sobre todo como autor dramático. Su dramaturgia abarca principalmente la comedia de enredo, como Don Gil de las calzas verdes, y obras hagiográficas como la trilogía de La Santa Juana o La dama del olivar. Se le ha atribuido tradicionalmente la creación del mito de Don Juan en El burlador de Sevilla, cuya primera versión podría ser de 1617, con la obra Tan largo me lo fiais, editada en el siglo XVII a nombre de Calderón y que parte de la crítica atribuye a Andrés de Claramonte (no así otro sector de críticos, que la tienen como una versión emparentada con un arquetipo común escrito por Tirso entre 1612 y 1625); en la citada obra, Don Juan, un noble sevillano, altera el orden social deshonrando a cuantas mujeres se le ponen delante y finalmente es castigado por la estatua funeraria de una de sus víctimas, el padre de una de las damas burladas, que lo mata y lo arrastra a los infiernos. También se encuentra en discusión la autoría de El condenado por desconfiado, comedia de bandoleros a lo divino.
Tirso fue el primer autor que dio profundidad psicológica a los personajes femeninos, que llegaron a ser protagonistas de sus obras literarias.

## Biografía

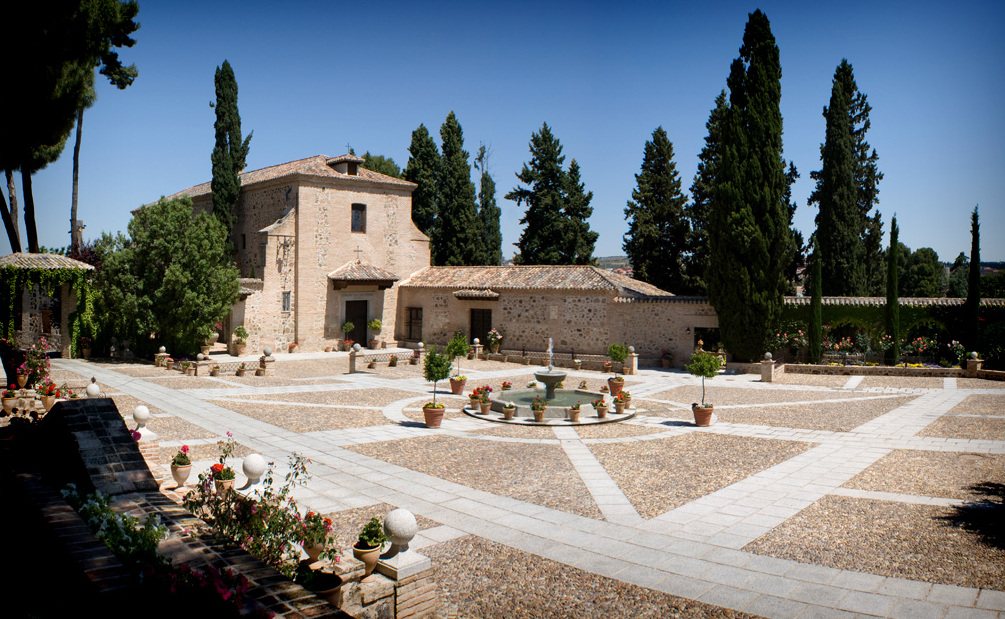
El Cigarral del Santo Ángel Custodio en Toledo, donde Tirso de Molina se reuniera con otros literatos bajo los auspicios del Cardenal Sandoval y Rojas.

Gabriel José López y Téllez fue bautizado el 29 de marzo de 1579 en la parroquia de San Sebastián de Madrid. Hijo de Andrés López y Juana Téllez, humildes sirvientes de Pedro Mesía de Tovar, señor y luego conde de Molina de Herrera, es probable que naciese algunos días antes, el 24 de marzo, festividad de san Gabriel arcángel.
Tirso de Molina fue un discípulo fervoroso de Lope de Vega, a quien conoció como estudiante en Alcalá de Henares; toda su vida defenderá la concepción lopista del teatro. El 4 de noviembre de 1600 ingresó en la Orden de la Merced y tras pasar favorablemente el noviciado tomó los hábitos el 21 de enero de 1601 en el monasterio de San Antolín de Guadalajara. Fue ordenado sacerdote en 1606 en Toledo, donde estudió Artes y Teología y empezó a escribir; ésta fue la ciudad donde vivió más tiempo y desde ella hizo viajes a Galicia (en 1610 o 1611), a Salamanca (en 1619) y a Lisboa.
En 1612 vendió un lote de tres comedias, y se cree que ya había escrito antes una primera versión de El vergonzoso en Palacio; de 1611 es La villana de La Sagra; de hacia 1613, El castigo del penseque y la trilogía de La santa Juana, y de 1615 data Don Gil de las calzas verdes; todavía este año estrenó en el Corpus toledano el auto Los hermanos parecidos. Ya por entonces, si bien cultivaba también temas religiosos, sus sátiras y comedias le habían granjeado problemas con las autoridades religiosas, lo que lo llevó a retirarse entre 1614 y 1615 al monasterio de Estercuel, en Aragón. Quizá por ello apenas figura en el Viaje del Parnaso de Cervantes.
Entre 1616 y 1618 estuvo en Santo Domingo, en cuya universidad fue profesor de teología durante tres años y donde además intervino en asuntos de su Orden. Esto le permitió conocer numerosas historias de la Conquista que usaría más tarde en sus obras. De vuelta ya en 1618, se instaló en Madrid, donde entre 1624 y 1633 aparecieron las cinco Partes de sus comedias; estas «profanas comedias» causaron un gran escándalo, de forma que el 6 de marzo de 1625 se reunió una de las Juntas con que el Conde-Duque de Olivares pretendía reformar las costumbres con el siguiente orden del día:
El escándalo que causa un frayle merçenario que se llama el Maestro Téllez, por otro nombre Tirso, con Comedias que haçe profanas y de malos incentivos y exemplos. Y por ser caso notorio se acordó que se consulte a S. M. de que el Confessor diga al Nuncio le eche de aquí a uno de los monasterios más remotos de su Religión y le imponga excomunión mayor latæ sententiæ para que no haga comedias ni otro género de versos profanos. Y esto se haga luego.
Así que se tomó la resolución de desterrarlo a Sevilla, donde residió en el Convento de la Merced, edificio que actualmente ocupa el Museo de Bellas Artes de la ciudad. En la dedicatoria de la Tercera parte alude a esta persecución, que no logró desalentar su vocación poética:
Gusano es su autor de seda: de su misma sustancia ha labrado las numerosas telas con que cuatrocientas y más comedias vistieron por veinte años a sus profesores, sin desnudar, corneja, ajenos asuntos, ni disfrazar pensamientos adoptivos. Tempestades y persecuciones invidiosas procuraron malograr los honestos recreos de sus ocios...
En 1622 participó en el certamen poético con motivo de la canonización de San Isidro, pero en 1625 la Junta de Reformación creada a instancias del conde-duque de Olivares le castigó con reclusión en el monasterio de Cuenca por escribir comedias profanas «y de malos incentivos y ejemplos», y pidió su destierro y excomunión mayor si reincidiese.
A pesar de todo, Tirso de Molina siguió escribiendo y no se tomaron medidas mayores contra él al desinflarse las disposiciones moralizadoras del Conde-Duque; es más, en 1626 pasó a residir en Madrid y fue nombrado comendador de Trujillo, por lo que vivió en la ciudad extremeña hasta 1629, año en que volvió a Toledo y posiblemente a Madrid.
Entre 1632 y 1639 estuvo en Cataluña, donde fue nombrado definidor general y cronista de su Orden y compuso la Historia general de la Orden de la Merced. En 1639 el pontífice Urbano VIII le concedió el grado de maestro; sin embargo, los enfrentamientos con miembros de su propia Orden lo llevaron otra vez al destierro en Cuenca en 1640.
Sus últimos años los pasó en Soria, en el Convento de Nuestra Señora de la Merced, en el que fue nombrado comendador en 1645. Murió en Almazán en 1648.
Aunque una de las obras que se le atribuyen ha tenido una enorme influencia en la cultura mundial como origen del mito de Don Juan, El burlador de Sevilla y convidado de piedra, en su tiempo la versión más conocida de la obra fue la versión primigenia, Tan largo me lo fiais, que según algunos críticos fue compuesta por el dramaturgo y actor Andrés de Claramonte, quien también podría ser el autor de La estrella de Sevilla.

## Obras
Se han conservado unas sesenta piezas dramáticas de Tirso de Molina. Sin embargo, según su propio testimonio en el prólogo a la Tercera Parte, sin duda algo exagerado, habría escrito en 1634 unas cuatrocientas, con lo que habría sido uno de los dramaturgos más prolíficos del Siglo de Oro. La atribución de algunas de sus obras presenta, sin embargo, todos los ingredientes del más intrincado de los rompecabezas bibliográficos. Tal y como expone en El vergonzoso en Palacio, su idea de la comedia es la de un espectáculo integral para los sentidos y el intelecto, mostrándolo aquí:
¿Qué fiesta o juego se halla / que no le ofrezcan los versos? / En la comedia, los ojos / ¿no se deleitan y ven / mil cosas que hacen que estén / olvidados sus enojos? / La música ¿no recrea / el oído, y el discreto / no gusta allí del conceto / y la traza que desea? / Para el alegre, ¿no hay risa? / Para el triste, ¿no hay tristeza? / Para el agudo, ¿agudeza? / el necio, ¿no se avisa? / El ignorante, ¿no sabe? / ¿No hay guerra para el valiente, / consejos para el prudente, / y autoridad para el grave? / Moros hay si quieres moros; / si apetecen tus deseos / torneos, te hacen torneos; / si toros, correrán toros. / ¿Quieres ver los epítetos / que de la comedia he hallado? / De la vida es un traslado, / sustento de los discretos, / dama del entendimiento, / de los sentidos banquete, / de los gustos ramillete, / esfera del pensamiento, / olvido de los agravios, / manjar de diversos precios, / que mata de hambre a los necios / y satisface a los sabios. (El vergonzoso en palacio, II, 14)
Esta concepción del teatro es, pues, muy lúdica y artificiosa; para Tirso de Molina el artificio es esencial en la pieza artística, y la variedad es su sustancia misma:
Esta diferencia hay de la naturaleza al arte: que lo que aquélla desde su creación constituyó, no se puede variar, y así siempre el peral producirá peras y las encinas su grosero fruto [el arte sí admite variación, y por tanto] ¿Qué mucho que la comedia […] varíe las leyes de sus antepasados, e injiera industriosamente lo trágico con lo cómico, sacando una mezcla apacible destos dos encontrados poemas, y que, participando de entrambos, introduzca ya personas graves como la una, y ya jocosas ridículas, como la otra? (Tirso de Molina, Los cigarrales de Toledo).

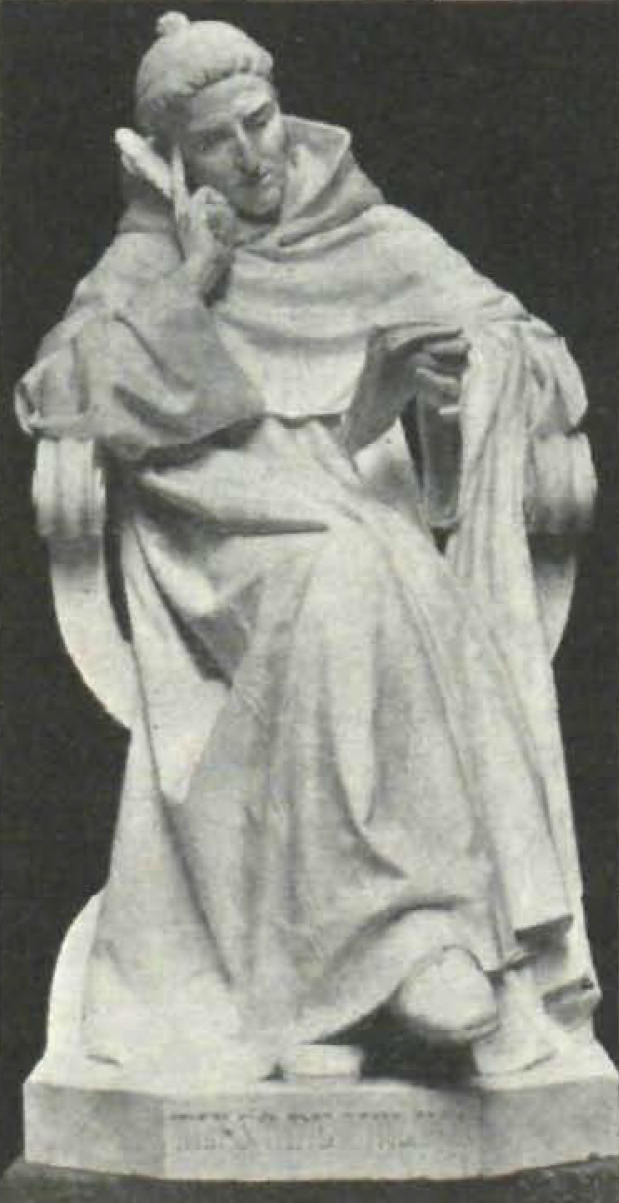
Tirso de Molina esculpido por Juan Vancell

La obra dramática de Tirso de Molina se caracteriza por la enorme complicación de sus argumentos, que a veces se hacen difíciles de seguir, como en el caso de Don Gil de las calzas verdes; posee, sin embargo, el secreto de la intriga y sabe cómo interesar al espectador con la infinita variedad de su imaginación:
«Mézclanse lanas diversas / en el telar de la vida / unas de color alegre / otras que, tristes, lastiman» (La huerta de Juan Fernández).
Sus personajes poseen una profundidad psicológica mayor que en otros dramaturgos de la época, y sus caracteres femeninos destacan a menudo en sus obras, como por ejemplo la reina María de Molina en La prudencia en la mujer. También suelen ser increíblemente enredadores e intrigantes (el prototipo de estos sería, por ejemplo, la Marta de Marta la piadosa), de manera que siempre saben salirse con la suya y tienen salidas para las situaciones más apuradas, lo que atestigua el ingenio del fraile mercedario.
Tirso destacó sobre todo en la comedia, con piezas como Marta la Piadosa, Por el sótano y el torno, Don Gil de las calzas verdes, La villana de Vallecas y, dentro de la comedia palatina, El castigo del penseque, El amor médico y sobre todo El vergonzoso en palacio. Cultivó también las obras religiosas, tanto los autos sacramentales (El colmenero divino, Los hermanos parecidos, No le arriendo la ganancia) como los dramas hagiográficos (Santo y sastre, la trilogía de La santa Juana) y bíblicos (La mejor espigadora, sobre la historia de Ruth, y La vida y muerte de Herodes).
Escribió además dos misceláneas, Los cigarrales de Toledo (1621) y Deleitar aprovechando (1635), donde tienen cabida la novela cortesana, las piezas dramáticas y los poemas de distinta temática.
El estilo de sus obras es abiertamente conceptista, muy jugador con los vocablos, y en sus últimas obras algo culterano, pero siempre sobre un fondo conceptista.
El crítico Miguel Romera Navarro expuso algunas de las virtudes de Tirso de Molina:
Los personajes de Tirso poseen, en general, complejidad psicológica, carácter sostenido y convincentemente humano, con una visión de la vida bastante más amplia y moderna que la mayoría de sus contemporáneos... Con excepción de media docena, casi todas las comedias que se conservan de Tirso tienen una mujer como figura sobresaliente. Aunque con ciertas salvedades, cabe admitir como exacta la observación de que las heroínas de Lope sufren y se resignan, las de Calderón olvidan u odian, las de Tirso luchan por el objeto de su cariño, resultando por consecuencia de esta lucha atrevidas, osadas, incansables para inventar artificios con que reducir a sus amantes... Resumiendo, entre los dramaturgos clásicos, es Tirso de Molina el más fecundo y variado después de Lope, el de mayor primor en los detalles, el de situaciones y lances más inverosímiles, el que emplea más a menudo el recurso del cambio de personas y de trajes, el mejor intérprete del sentimiento de la naturaleza y el mayor maestro del lenguaje y del estilo
Su reputación trascendió las fronteras española aun en vida, como demuestra el hecho de que la obra Opportunity de James Shirley se inspira en El castigo del penseque; sin embargo, superado por la fama de Calderón de la Barca, Tirso fue un gran olvidado en España durante más de un siglo, hasta que a finales del XVIII algunas de sus piezas fueron tímidamente recuperadas por Dionisio Solís y Juan Carretero. 

### Dramática
No se trata de un índice exhaustivo; en negrita se señalan las obras teatrales destacadas por Edward M. Wilson y Duncan Moir en el capítulo quinto «Tirso de Molina» de su Historia de la literatura española, vol. 3: Siglo de Oro: teatro (Ariel). Las dataciones proceden del artículo «La creación dramática de Tirso de Molina» (1998) de María del Pilar Palomo Vázquez, y constituyen en general el terminus ad quem.

#### Comedias de capa y espada y palatinas
- El vergonzoso en palacio (1611)
- El Melancólico (1611)
- Cómo han de ser los amigos (1612)
- La villana de la Sagra (1612)
- El castigo del penseque (1614)
- Quien calla otorga (1614)
- Marta la piadosa (1614)

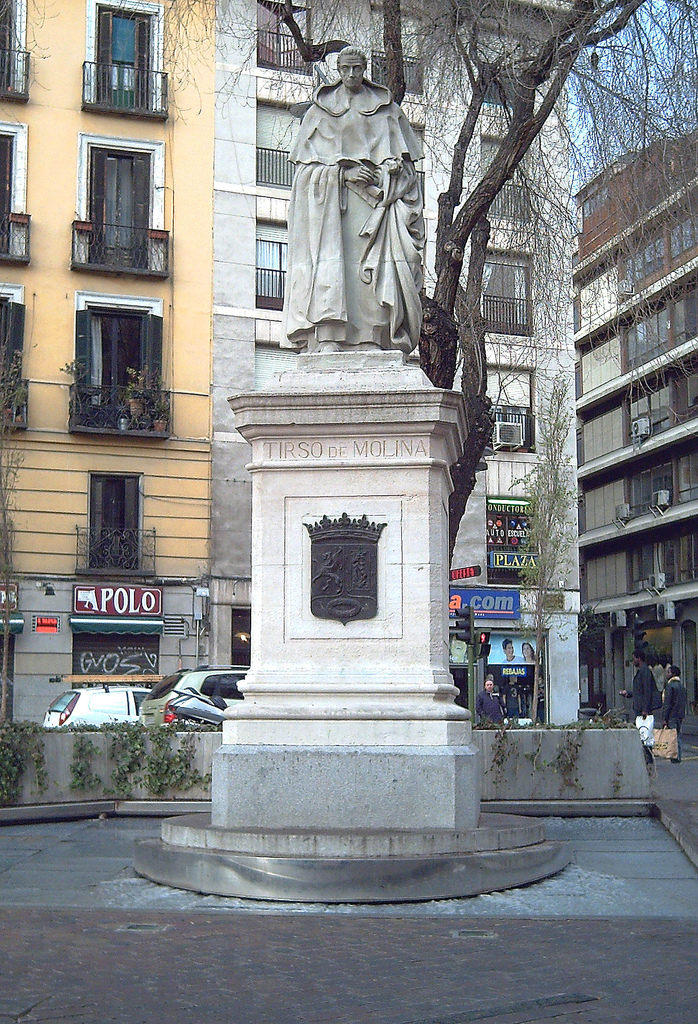
Monumento a Tirso de Molina en Madrid (Rafael Vela del Castillo, 1943).

- Don Gil de las calzas verdes (1615)
- Amar por señas (1615)
- El amor médico (1620)
- La celosa de sí misma (1620)
- La villana de Vallecas (1620)
- Celos con celos se curan (1621)
- Por el sótano y el torno (1623)
- Los balcones de Madrid (1624)
- Amar por razón de estado (1625)
- No hay peor sordo (1626)
- Desde Toledo a Madrid (1626)
- La huerta de Juan Fernández (1626)
- Amar por arte mayor (1630)
- Privar contra su gusto (1632, de privanza)
- La firmeza en la hermosura (1644)

#### Comedias históricas
- La república al revés (1611)
- La dama del olivar (1614, novelesca, de honra villana)
- Amor y celos hacen discretos (1615)
- Los amantes de Teruel (1615)
- Averígüelo Vargas (1621)
- Antona García (1622)
- La prudencia en la mujer (1622), sobre la reina María de Molina
- Trilogía de los Pizarros (1626-1632)
- Las quinas de Portugal (1638)

#### Comedias mitológicas
- El Aquiles (1612)
- La fingida Arcadia (1621)

#### Comedias religiosas y filosóficas
- La joya de las montañas, Santa Orosia (una de las primeras obras de Tirso)
- Los lagos de San Vicente (1607)
- La gallega Mari-Hernández (1611)
- La peña de Francia (1612)
- La mujer que manda en casa (1612), sobre la historia de Jezabel
- La ninfa del cielo (1613, de sátira política)
- La Santa Juana (1613-1614)
- Tanto es lo de más como lo de menos (1614)
- La mejor espigadera (1614), sobre la historia de Ruth
- El condenado por desconfiado (1615)
- La vida y muerte de Herodes (1615)
- Quien no cae, no se levanta (1624)
- El mayor desengaño (1621)
- La venganza de Tamar (1621)
- El burlador de Sevilla (1612-1620)

#### Autos sacramentales
- El colmenero divino (1613)
- No le arriendo la ganancia (1613)
- La madrina del cielo (1613, puede más bien considerarse una comedia de santos)
- Los hermanos parecidos (1615)
- El laberinto de Creta

### Prosa
- Los cigarrales de Toledo (1621)
- Historia general de la Orden de Nuestra Señora de la Merced (1637)
- Deleitar aprovechando (1635)
- Genealogía del conde de Sástago (1640)
- Vida de la Santa Madre doña María de Cerbellón..., inédita  y descubierta y editada en 1908 por Marcelino Menéndez Pelayo.